# حبیب‌الله بدیعی
حبیب‌الله بدیعی (زادهٔ ۴ فروردین ۱۳۱۲ در ازان‌ده سوادکوه – درگذشتهٔ ۲۷ مهر ۱۳۷۱ در تهران)، موسیقی‌دان و نوازندهٔ ویلن اهل ایران بود.
او از سال ۱۳۲۹ به عنوان تک‌نواز با برنامهٔ موسیقی ارتش همکاری کرد و سال بعد بود که رسماً وارد ارکستر ابراهیم منصوری شد. حبیب‌اللّه بدیعی در سال ۱۳۳۱ در فیلم «ولگرد» صدای قوامی و شمس را با ویلن همراهی کرد. در سال‌های ۱۳۳۳ تا ۱۳۳۴ ارکستر کوچکی تشکیل داد که خوانندهٔ آن شمس بود. همکاری هنری وی با شمس بالآخره منجر به ازدواج این دو شد. ازدواجی که حواشی بسیار داشت و سرانجام به طلاق انجامید.
این ارکستر تا پایان سال ۱۳۳۶ هر شب جمعه برنامهٔ رادیویی داشت. یک سال بعد وی وارد برنامهٔ گل‌ها شد و با خوانندگانی چون مرضیه، الهه، پوران، دلکش، رؤیا و شمس همکاری کرد. وی حدود ۲۰۰ آهنگ ساخته است که یکی از معروف‌ترین آن‌ها کعبهٔ دل‌ها با صدای الهه است.

## زندگی‌نامه
حبیب‌اللّه بدیعی در ۴ فروردین ۱۳۱۲ در روستای ازان‌ده از توابع شهرستان سوادکوه متولد شد. دو ساله بود که پدرش سواد کوه را ترک و در شهر ساری اقامت گزید و به کار فلاحت و تجارت پرداخت. او هنگام ۸ سالگی به همراه خانوادهٔ خود به تهران آمد و مقیم این شهر شد.
در ساری برادر بزرگ حبیب برای خود ویولنی تهیه کرده و نزد یک نوازندهٔ ارمنی به فراگرفتن ویولن مشغول می‌شود ولی بعد از دو سال از ادامهٔ کار خسته شده و نواختن ویولن را ترک می‌کند. در این زمان حبیب گهگاهی بدون اجازه و دور از چشم برادر مشتاقانه دستی به آرشهٔ ویلن برده و می‌نواخت. این عمل از دید برادر مخفی نماند و وقتی علاقهٔ شدید او را نسبت به موسیقی می‌بیند، ویولن را به او هدیه می‌کند.
پدر و مادرش که به تعلیم و تربیت وی مانند سایر فرزندان خود علاقه‌مند بودند، بر تحصیلات او نظارت دقیق داشتند و او تا اخذ لیسانس از دانشکده علوم، تمام مراحل تحصیلی را با موفقیت به پایان رسانید.
سال ۱۳۲۶ بود که حبیب نوجوان پس از مدتی تمرین نزد خود به کلاس لطف‌الله مفخم پایان می‌رود. لطف‌الله مفخم پایان یکی از شاگردان ابوالحسن صبا بود چنان‌که اغلب ردیفهای صبا به خط و اهتمام این هنرمند نوشته و چاپ شده است. وی برای سه سال حبیب‌الله بدیعی را در فراگیری ردیف‌های صبا تعلیم می‌دهد. بدیعی رفته‌رفته چنان پیشرفتی در کار موسیقی حاصل می‌کند که در سال ۱۳۲۹ یعنی پس از چهار سال نوازندگی به عنوان تک‌نواز در برنامهٔ رادیو ارتش به نواختن ویلن مشغول می‌شود. پس از دو سال در سال ۱۳۳۱ به کلاس ابوالحسن صبا می‌رود و مدت دو سال دورهٔ تکمیلی آوازها را نزد او به پایان می‌رساند. در همین زمان که نزد صبا به فراگیری مشغول بود مدت دو سال نیز نزد یکی از مدرسان موسیقی کلاسیک، با نام جینگوزیان که از ارامنهٔ قفقاز بود دوره می‌بیند.
حبیب‌اللّه بدیعی ابتدا در سال ۱۳۳۳ ارکستر کوچکی را رهبری می‌کرد که بعدها بنا به تجدیدنظر تشکیلات ارکسترهای رادیو «ارکستر شمارهٔ ۶» نام گرفت. وی در سال ۱۳۳۷ بنا به دعوت داود پیرنیا سرپرست برنامهٔ گل‌ها، کار خود را در این برنامه با خوانندگانی چون رؤیا، الهه، پوران، مرضیه، عهدیه، مهستی، هایده، غلامحسین بنان، حسین قوامی، اکبر گلپایگانی (گلپا)، محمود محمودی خوانساری، حسین خواجه امیری (ایرج) و غیره آغاز کرد.
وی در سال ۱۳۴۳ عضو شورای موسیقی رادیو، در سال ۱۳۴۵ معاون ادارهٔ رادیو تهران و سپس معاون ادارهٔ موسیقی شد. او سال ۱۳۴۶ تا سال ۱۳۵۱ رئیس ادارهٔ موسیقی رادیو و از سال ۱۳۵۱ تا سال ۱۳۵۸ به عضویت شورای واحد موسیقی که اعضای آن متشکل از مرتضی حنانه، علی تجویدی و حسینعلی ملاح بود، منصوب شد و ضمن رهبری ارکسترهای شمارهٔ ۲ و ۴ و ۶ به مدت ۶ سال رهبری ارکستر باربد را به عهده داشت.
کتاب «کماندار زرین‌دست» نوشتهٔ مهران حبیبی‌نژاد، دربارهٔ حبیب‌اللّه بدیعی و نگاهی گذرا به زندگی و آثار او است.

## سایر فعالیت‌ها و برنامه‌ها
حبیب‌اللّه بدیعی جهت شناساندن موسیقی ایران، سفرهای متعددی به کشورهای افغانستان، آلمان، آمریکا، بلژیک و انگلستان داشت که در این زمینه هنرمندانی نظیر جهانگیر ملک، فرهنگ شریف، مجید نجاحی، محمودی خوانساری، جمال وفایی و کورس سرهنگ زاده با وی همکاری داشته‌اند.

## درگذشت
حبیب‌اللّه بدیعی در ۲۷ مهر ۱۳۷۱ در ۵۹ سالگی به دلیل بیماری قلبی در بیمارستان توس تهران درگذشت و پیکر وی را در امامزاده طاهر (کرج) به خاک سپردند.

## آثار
حبیب‌الله بدیعی علاوه بر تک‌نوازی، حدود صدوپنجاه قطعه ساخته است، از جمله: کعبهٔ دل‌ها، فریاد از این دل، افسانهٔ عشق، دل بی‌گناه، الهی بمونی، افسانهٔ زندگی، جاودانه، رفته بودم، افسانهٔ کمتر، شعلهٔ سرکش، در آتشم، مهربان شو، سنگ صبور و زندگی من.